# 運命の子
『運命の子』（うんめいのこ、原題：趙氏孤児）は、2010年の中国映画。春秋時代の晋の趙武の復讐譚「趙氏孤児」の映画化。
日本では2011東京・中国映画週間で上映された後、劇場公開された。

## キャスト
- 程嬰（中国語版）：グォ・ヨウ（葛優）
- 屠岸賈（中国語版）：ワン・シュエチー（王学圻）
- 荘姫（中国語版）：ファン・ビンビン（范冰冰）
- 韓厥：ホワン・シャオミン（黄暁明）
- 程嬰の妻：ハイ・チン（海清）
- 公孫（中国語版）：チャン・フォンイー（張豊毅）
- 趙朔：ヴィンセント・チャオ（趙文卓）
- 程勃（8歳）：ウィリアム・ワン（王瀚）
- 程勃（15歳）：チャオ・ウェンハオ（趙文浩）
- 晋の君主（霊公）：ポン・ボー（彭波）
- 策士：ワン・ジンソン（王勁松）
- 趙盾：パオ・グオアン（鮑国安）

## スタッフ
- 監督・脚本：チェン・カイコー（陳凱歌）
- エグゼクティブ・プロデューサー：レン・チョンルン（任仲倫）、ロン・チウユン（龍秋雲）、チン・ホン（覃宏）、チェン・ホン（陳紅）
- プロデューサー：チェン・ホン（陳紅）、チン・ホン（覃宏）
- 撮影：ヤン・シュウ（楊述）
- 美術：リウ・チン（柳青）
- 衣装：チェン・トンシュン（陳同勛）
- 武術監督：クウ・フエンチュウ（谷軒昭）
- 音響：ワン・タンロン（王丹戎）
- 編集：デレク・フイ（許宏宇）
- エンディング曲：タン・ジン（譚晶）

- 原典：司馬遷『史記』、元曲『趙氏孤児』
- 原作小説：陳凱歌『運命の子』（編訳：千夜ハルコ、角川文庫）